# Josh Weston (truccatore)
Joshua Weston (...) è un truccatore, scenografo ed effettista britannico, vincitore del Premio Oscar al miglior trucco e acconciatura per Povere creature!.

## Biografia
Josh Weston ha iniziato a lavorare come truccatore nel 1997 nel film Punto di non ritorno di Paul W. S. Anderson. Successivamente, ha lavorato come effettista per Lost in Space - Perduti nello spazio, regia di Stephen Hopkins. Nel 2024 ha vinto il Premio Oscar e il Premio BAFTA per il miglior trucco e acconciatura per il film Povere creature! di Yorgos Lanthimos.

## Filmografia

### Truccatore

#### Cinema
- Punto di non ritorno (Event Horizon), regia di Paul W. S. Anderson (1997)
- Doom, regia di Andrzej Bartkowiak (2005)
- Il codice da Vinci (The Da Vinci Code), regia di Ron Howard (2006)
- Alex Rider: Stormbreaker (Stormbreaker), regia di Geoffrey Sax (2006)
- 2 Young 4 Me - Un fidanzato per mamma (I Could Never Be Your Woman), regia di Amy Heckerling (2007)
- Stardust, regia di Matthew Vaughn (2007)
- Fred Claus - Un fratello sotto l'albero (Fred Claus), regia di David Dobkin (2007)
- Sweeney Todd - Il diabolico barbiere di Fleet Street (Sweeney Todd: The Demon Barber of Fleet Street), regia di Tim Burton (2007)
- Wolfman (The Wolfman), regia di Joe Johnston (2010)
- Scontro tra titani (Clash of the Titans), regia di Louis Leterrier (2010)
- Prince of Persia - Le sabbie del tempo (Prince of Persia: The Sands of Time), regia di Mike Newell (2010)
- Robin Hood, regia di Ridley Scott (2010)
- Lo schiaccianoci (The Nutcracker in 3D), regia di Andrej Končalovskij (2010)
- Pirati dei Caraibi - Oltre i confini del mare (Pirates of the Caribbean: On Stranger Tides), regia di Rob Marshall (2011)
- Harry Potter e i Doni della Morte - Parte 2 (Harry Potter and the Deathly Hallows – Part 2), regia di David Yates (2011)
- Captain America - Il primo Vendicatore (Captain America: The First Avenger), regia di Joe Johnston (2011)
- Biancaneve e il cacciatore (Snow White and the Huntsman), regia di Rupert Sanders (2012)
- World War Z, regia di Marc Forster (2013)
- Rush, regia di Ron Howard (2013)
- Mandela - La lunga strada verso la libertà (Mandela: Long Walk to Freedom), regia di Justin Chadwick (2013)
- Grand Budapest Hotel (The Grand Budapest Hotel), regia di Wes Anderson (2014)
- Dracula Untold, regia di Gary Shore (2014)
- The Hallow, regia di Corin Hardy (2015)
- Jupiter - Il destino dell'universo (Jupiter Ascending), regia di Lana e Lilly Wachowski (2015)
- Un'occasione da Dio (Absolutely Anything), regia di Terry Jones (2015)
- Spectre, regia di Sam Mendes (2015)
- Heart of the Sea - Le origini di Moby Dick (In the Heart of the Sea), regia di Ron Howard (2015)
- Zoolander 2, regia di Ben Stiller (2016)
- Now You See Me 2, regia di Jon M. Chu (2016)
- The Legend of Tarzan, regia di David Yates (2016)
- Baar Baar Dekho, regia di Nitya Mehra (2016)
- Animali fantastici e dove trovarli (Fantastic Beasts and Where to Find Them), regia di David Yates (2016)
- La mummia (The Mummy), regia di Alex Kurtzman (2017)
- Ogni tuo respiro (Breathe), regia di Andy Serkis (2017)
- Ready Player One, regia di Steven Spielberg (2018)
- Suspiria, regia di Luca Guadagnino (2018)
- Stanlio & Ollio (Stan & Ollie), regia di Jon S. Baird (2018)
- Bohemian Rhapsody, regia di Bryan Singer (2018)
- Animali fantastici - I crimini di Grindelwald (Fantastic Beasts: The Crimes of Grindelwald), regia di David Yates (2018)
- Secret Love (Mothering Sunday), regia di Eva Husson (2021)
- Ultima notte a Soho (Last Night in Soho), regia di Edgar Wright (2021)
- Elvis, regia di Baz Luhrmann (2022)
- The Eternal Daughter, regia di Joanna Hogg (2022)
- Tetris, regia di Jon S. Baird (2023)
- Povere creature! (Poor Things), regia di Yorgos Lanthimos (2023)
- Bob Marley - One Love (Bob Marley: One Love), regia di Reinaldo Marcus Green (2024)
- Il ministero della guerra sporca (The Ministry of Ungentlemanly Warfare), regia di Guy Ritchie (2024)

#### Televisione
- The Lost World - miniserie TV (2001)
- Il mastino dei Baskerville (The Hound of the Baskervilles), regia di David Attwood - film TV (2002)
- Elizabeth I - miniserie TV, 2 episodi (2005)
- The Virgin Queen - miniserie TV, 4 episodi (2005-2006)
- Clay, regia di Andrew Gunn - film TV (2008)
- Il Trono di Spade (Game of Thrones) - serie TV, 28 episodi (2011-2016)
- Black Mirror: Bandersnatch, regia di David Slade - film TV (2018
- The Witcher - serie TV, 8 episodi (2023)

### Scenografo

#### Cinema
- L'ultimo guerriero (Just Visiting), regia di Jean-Marie Poiré (2001)
- Thunderbirds, regia di Jonathan Frakes (2004)
- Wolfman (The Wolfman), regia di Joe Johnston (2010)

#### Televisione
- La ballata di Big Al (The Ballad of Big Al) - serie TV (2000)
- Land of the Mammoth - serie TV (2001)
- I predatori della preistoria (Walking with Beasts) - serie TV, 8 episodi (2001)
- Mostri che abbiamo incontrato (Monsters We Met) - serie TV (2003)

### Effettista

#### Cinema
- Lost in Space - Perduti nello spazio (Lost in Space), regia di Stephen Hopkins (1998)
- L'ultimo guerriero (Just Visiting), regia di Jean-Marie Poiré (2001)
- Le quattro piume (The Four Feathers), regia di Shekhar Kapur (2002)
- Troy, regia di Wolfgang Petersen (2004)
- King Arthur, regia di Antoine Fuqua (2004)
- Thunderbirds, regia di Jonathan Frakes (2004)
- Le crociate - Kingdom of Heaven (Kingdom of Heaven), regia di Ridley Scott (2005)
- Prometheus, regia di Ridley Scott (2012)

#### Televisione
- Land of Giants / The Giant Claw - serie TV, episodio 1x02 (2003)

## Riconoscimenti
- Premio Oscar
  - 2024 - Miglior trucco e acconciatura per Povere creature!
- Premio BAFTA
  - 2024 - Miglior trucco e acconciatura per Povere creature!